# Sindicato Arrocero de Alfafar
El Sindicato Arrocero de Alfafar se encuentra situado en las calles Sant Gaietà número 2, Ortega y Gasset y la plaza del Forn, en la localidad de Alfafar (Valencia), España. 
El edificio entronca con la tradición de los centros recreativos privados que se construyeron a finales del siglo XIX y que tuvieron un segundo periodo constructivo en la década de 1920, en especial en las pequeñas poblaciones agrarias con una economía próspera. Hacia 1928, el Centro Agrícola de Alfafar, que ocupaba un edificio propiedad de uno de sus socios, adquirió un céntrico solar recayente sobre la plaza del Horno y levantó una nueva edificación abarrocada y algo ostentosa en el sencillo entorno local, entonces con abundantes ejemplos de arquitectura popular. 

## Estructura
El edificio consta de dos plantas en la parte lateral, aunque ello pasa desapercibido y aparenta una única planta baja. La fachada principal, levemente clasicista en su ordenación, resulta algo ampulosa con sus abocinamientos y decoraciones. La planta viene determinada por el gran salón vestíbulo, de doble altura y abierto al exterior por grandes ventanales, según esquemas usuales en esta tipología recreativa, que en sus versiones más populares o locales se funde con los esquemas del salón café. La relación interior-exterior, tan importante en estos salones, queda ampliamente cumplida con los grandes ventanales.
Estilísticamente, el edificio podría encuadrarse dentro de la denominada corriente novecentista, aunque ya tardía e interpretada de un modo algo rústico e ingenuo. El estilo afrancesado, rococó, estuvo muy de moda en Valencia en torno a 1915, y tuvo en el arquitecto Vicente Rodríguez Martín uno de sus mejores representantes; el edificio de Alfafar, muy probablemente, se debe a un maestro de obras local formado en el eclecticismo ochocentista. Los detalles de volutas y leones tienen más que ver con el eclecticismo valenciano de los años ochenta del siglo XIX, cuyo mejor resumen serían los edificios de la Calle de la Paz en la ciudad de Valencia; sin embargo, los antepechos y frisos de los vanos tienen un aire rococó y festivo característico de las primeras décadas del siglo XX.

## Historia
En 1942 el edificio pasó a ser propiedad del Sindicato Arrocero de la Federación de Agricultores del Arroz en España, para oficinas y almacén. Tras su adquisición por el Ayuntamiento y posterior rehabilitación, desde 1989 este edificio se ha convertido en la Sede Central de la Biblioteca Pública Municipal de Alfafar.